# 徳島市川内中学校
徳島市川内中学校（とくしまし かわうちちゅうがっこう）は、徳島県徳島市川内町竹須賀にある公立中学校。

## 教育目標
一人一人の個性の伸長をはかり、人権を尊重し、正しく・強く・朗らかに生きる生徒の育成。

## 校訓
- 正しく
- 強く
- 朗らかに

## 著名な卒業生
- 天羽良輔（サッカー選手）
- 丸岡満（サッカー選手）
- 冨浦智嗣（俳優、タレント）

## 関連学校
- 徳島市川内北小学校
- 徳島市川内南小学校

## 通学区域が隣接している学校
- 徳島市城東中学校
- 徳島市徳島中学校
- 徳島市応神中学校
- 北島町立北島中学校
- 松茂町立松茂中学校